# Uana
Uana Mahin Passos Braga (Camaragibe, 13 de abril de 1994), mais conhecida pelo seu nome artístico UANA (estilizado em letras maiúsculas), é uma cantora, compositora, instrumentista e empresária brasileira.
Em 2023, foi listada pela revista Forbes Brasil como um dos 10 nomes femininos emergentes da música brasileira e venceu o WME Awards da Billboard Brasil na categoria Artista revelação. No mesmo ano, foi indicada na categoria Best Voice do Los Angeles Video Music Awards pelo videoclipe de Vidro Fumê.
Em 2024, é uma das artistas do casting Alerta Experimente, dos canais Bis e Multishow, que visa acelerar a carreira de artistas em destaque na cena independente. O nome da pernambucana figura ao lado de outras quatro artistas (uma de cada região do país). Todas elas possuem clipes exibidos nos intervalos dos canais, além de participações em programas, como TVZ.
Em 26 de setembro de 2024, lançou seu aclamado álbum de estreia, Megalomania, que conta com participações de Rachel Reis, Mago de Tarso, JOCA e MU540. O álbum é inspirado nos ritmos e culturas modernas de Recife.
Uana foi agraciada em 2 de dezembro de 2024 com o certificado de honra ao mérito da Câmara Municipal do Recife, através do vereador Marco Aurélio Filho por sua contribuição à cultura pernambucana.

## Discografia

### Álbuns de estúdio
| Álbum       | Detalhes                                                                                                   |
| ----------- | --- |
| Megalomania | - Lançamento: 26 de setembro de 2024 - Formatos: download digital, streaming - Gravadora: Fábrica Estúdios |

### EPs
| EP         | Detalhes                                                                                                |
| ---------- | --- |
| Vidro Fumê | - Lançamento: 14 de abril de 2022 - Formatos: download digital, streaming - Gravadora: Fábrica Estúdios |

## Singles

### Como artista principal
| Título                                           | Ano  | Certificações | Álbum                         |
| ------------------------------------------------ | ---- | ------------- | ----------------------------- |
| "Mapa Astral"                                    | 2021 |               | Não adicionado a nenhum álbum |
| "Pirraça" (com WR No Beat)                       | 2021 |               | Não adicionado a nenhum álbum |
| "Sonhei Com Você" (com WR No Beat)               | 2022 |               | Não adicionado a nenhum álbum |
| "Entre Quatro Paredes" (com WR No Beat)          | 2022 |               | Não adicionado a nenhum álbum |
| "Vidro Fumê"                                     | 2022 |               | Não adicionado a nenhum álbum |
| "Macetando Devagar" (com WR No Beat e Mau Lopes) | 2022 |               | Não adicionado a nenhum álbum |
| "Erva Daninha"                                   | 2022 |               | Não adicionado a nenhum álbum |
| "Paraíso" (com Bella Kahun)                      | 2023 |               | Não adicionado a nenhum álbum |
| "Movimento da Fadinha"                           | 2023 |               | Não adicionado a nenhum álbum |
| "Facin" (com Fbc)                                | 2023 |               | Não adicionado a nenhum álbum |
| "Se Você Não Me Queria"                          | 2023 |               | Não adicionado a nenhum álbum |
| "Pena Que Acabou"                                | 2023 |               | Megalomania                   |
| "Passione"                                       | 2023 |               | Não adicionado a nenhum álbum |
| "Vidro Fumê (Remix)" (com IDLIBRA)               | 2024 |               | Não adicionado a nenhum álbum |
| "Pelo Avesso"                                    | 2024 |               | Megalomania                   |

### Como artista convidada
| Título                                                                           | Ano  | Álbum                 |
| -------------------------------------------------------------------------------- | ---- | --------------------- |
| "Quando o DJ Toca" (Fbc part. Uana)                                              | 2021 | BAILE                 |
| "No Teu Pescoço" (Vincee part. Uana)                                             | 2022 | Futura                |
| "Falso Encanto" (Jáder part. Uana)                                               | 2022 | QUEM MANDOU CHAMAR??? |
| "Eu Sou O Carnaval" (Orquestra Frevo do Mundo part. Pupillo, Davi Moraes e Uana) | 2024 | Moraes É Frevo        |

## Prêmios e indicações
| Ano  | Prêmio                         | Categoria        | Indicação  | Resultado | Ref.   |
| ---- | ------------------------------ | ---------------- | ---------- | --------- | ------ |
| 2023 | WME Awards                     | Revelação        | Ela mesma  | Venceu    | [ 9 ]  |
| 2023 | Los Angeles Video Music Awards | Best Voice       | Vidro Fumê | Indicado  | [ 10 ] |
| 2024 | Brega Awards                   | Melhor MC Mulher | Ela mesma  | Indicada  | [ 11 ] |
| 2024 | Brega Awards                   | Melhor Clipe     | Paraíso    | Indicado  | [ 12 ] |

## Listas
| Editora              | Ano(s) | Listas                                                      | Colocação         | Ref.   |
| -------------------- | ------ | ----------------------------------------------------------- | ----------------- | ------ |
| Rolling Stone Brasil | 2021   | Hotlist #50                                                 | #7 - Mapa Astral  | [ 13 ] |
| OGrito!              | 2021   | As 50 melhores músicas de 2021                              | #46 - Mapa Astral | [ 14 ] |
| Forbes Brasil        | 2023   | 10 novas (e promissoras) cantoras brasileiras para conhecer | #1                | [ 15 ] |
| Novabrasil FM        | 2024   | Três novas artistas do Nordeste do Brasil para conhecer     | #1                | [ 16 ] |
| Marie Claire         | 2024   | As artistas potência que são promessas na música            | #3                | [ 17 ] |